# Jawor Solecki

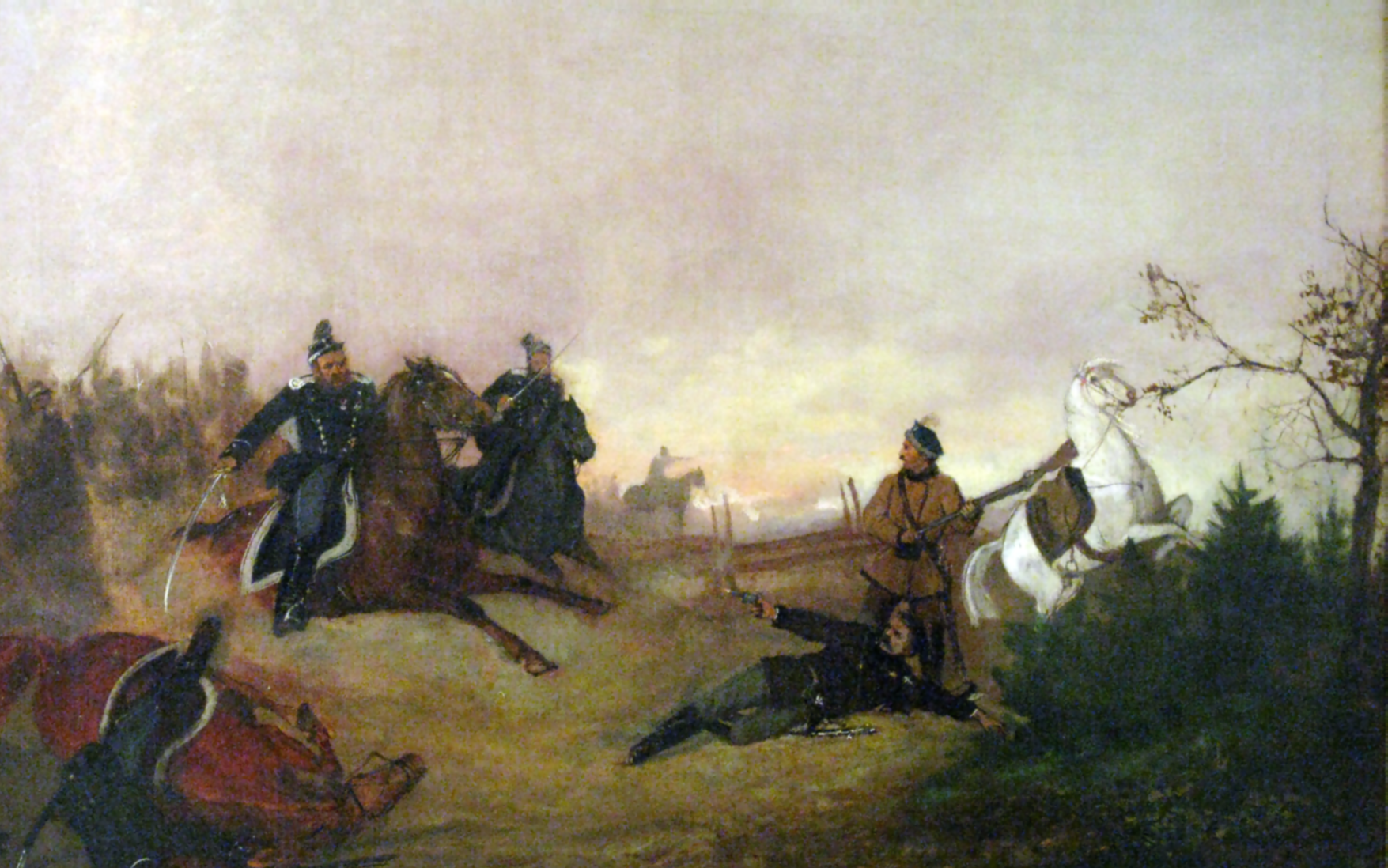
Śmierć Dionizego Czachowskiego w bitwie pod Wierzchowiskami w 1863, malował Antoni Adam Piotrowski

Jawor Solecki – wieś sołecka w Polsce położona w województwie mazowieckim, w powiecie lipskim, w gminie Sienno. Leży na drodze wojewódzkiej nr 747 Iłża-Lipsko-Solec.
| SIMC    | Nazwa                     | Rodzaj      |
| ------- | ------------------------- | ----------- |
| 0636360 | Gajówka Jawor Solecki     | osada leśna |
| 0636376 | Jawor Solecki             | osada       |
| 0636382 | Kolonia A-Jawor Solecki   | kolonia     |
| 0636399 | Kolonia B-Jawor Solecki   | kolonia     |
| 0636407 | Kolonia Rogalin           | kolonia     |
| 0636413 | Leśniczówka Jawor Solecki | osada leśna |
| 0636420 | Rogalin                   | kolonia     |

Prywatna wieś szlachecka Jawor, położona była w drugiej połowie XVI wieku w powiecie radomskim województwa sandomierskiego.
W latach 1954–1972 wieś należała i była siedzibą władz gromady Jawór. W latach 1975–1998 miejscowość administracyjnie należała do województwa radomskiego.
Łąki otaczające Jawor Solecki były miejscem ostatniej bitwy i śmierci płk. Dionizego Czachowskiego 6 listopada 1863 r. W czasie II wojny światowej istniała tu placówka AK i niemiecka baza wojskowa.
We wsi działa OSP typu S1 z 33 członkami czynnymi, 2 honorowymi, 2 wspierającymi, z samochodem GBA 2,5/16 Star 244 typ Jelcz 005. Znajduje się tu Zespół Szkół, agencja pocztowa, sklep oraz skup i przetwórnia owoców i warzyw.
Wierni kościoła rzymskokatolickiej należą do parafii św. Apostołów Piotra i Pawła w Krępie Kościelnej z wyjątkiem kolonii Rogalin, która należy do parafii Matki Boskiej Częstochowskiej w Gozdawie.